# La Legione Agricola
La Legione Agricola fue un periódico argentino en idioma italiano que se publicó especialmente para narrar las peripecias de la Legión Agrícola Militar, al mando del coronel Silvino Olivieri.

## Historia
Desde el 21 de enero de 1856, la Legión Agrícola Militar, pronta a partir para su odisea entre los indígenas pampeanos, contó con un periódico bimensual propio, el primero incluso con que contaría Bahía Blanca. 
Se llamó La Legione Agricola, siendo redactado íntegramente en italiano, con noticias sobre Italia y la Argentina, y los avatares de la legión, dirigido desde Buenos Aires por el carbonario lígure Juan Bautista Cuneo, publicándose todos sus números precedidos por un auspicioso pensamiento de Dante Alighieri: 

Se tu segui tu stella, non puoi fallire a glorioso porto.

Cuneo explicaba en el primer número que su periódico sería órgano de la Legión Agrícola Militar, contando con total apoyo de su jefe y del cuerpo expedicionario, por lo cual sería copiosa la correspondencia y los legionarios serían actores e historiadores de su propia gesta expedicionaria. 
Se verían reflejados al detalle en sus páginas las discusiones sobre los lugares a ser explorados, la narración de los acontecimientos, no solo por la novedad sino porque de ellos dependería el ulterior desarrollo de un proyecto que debería obligar al indígena 

...a abandonar para siempre los campos, que le sirven de seguro asilo para las continuas depredaciones de las que es víctima el Estado de Buenos Aires, o a civilizarse, y confundirse, diseminándose, en el seno de las poblaciones...

Además, cada número incluiría noticias de la situación política italiana –poniendo el acento en los luchadores mazzinianos–, y de los acontecimientos sociopolíticos del Estado de Buenos Aires.
En sus dieciocho números de existencia, dado que cesó de aparecer a partir del asesinato del Coronel Silvino Olivieri, nunca dejó de reflejar las noticias que le llegaban un poco demoradas, y a veces confusas al ser bastante contradictorias, especialmente en las últimas semanas antes del motín de legionarios, que tuvo como resultado el asesinato de su comandante.
La Legione Agricola reflejó a través de las cartas de los legionarios sus aciertos,  errores, ansias, penas, alegrías, expectativas, necesidades e inclusive sus sueños, que debían concretar para lograr realizarse como hombres y seres humanos. Justamente, en el último número, algunas cartas reflejaban que el mal humor y la desilusión habían comenzado a enseñorearse del regimiento, cuestiones que coadyuvarían a la concreción del motín de un sector de los legionarios. En la visión abrumada de uno de ellos:

Sin vacunos, sin semillas, casi sin arados, casi sin medios de transporte hemos no obstante arado, sembrado, transportado, construido nuestras cabañas, pero es imposible avanzar con semejantes contratiempos. Tenemos corazón y nervios para luchar, y vencer todos los obstáculos que pueden ser vencidos con los nervios y con el corazón; pero hay otros con los cuales estas dos cosas no bastan.
Nos faltan herramientas, maderas, puertas, ventanas, y muchos objetos de primera necesidad. Con los pocos meses que llevamos se compraron todos los objetos hallados en Bahía Blanca, pero ellos ya están inservibles. Si quisiéramos continuar reflejándonos en nuestra correspondencia, sería para largo, y resultaría un monótono coro de lamentos sobre la falta de cumplimiento de solemnes promesas.